# Marc Caellas
Marc Caellas (Barcelona, 1974) és un escriptor i director de teatre català.

## Obres
- Notas de suicidio (La Uña Rota, 2022)
- Dos hombres que caminan (Menguantes, 2022), escrit amb Esteban Feune de Colombi
- Neuros Aires (Libros del Zorza,l, 2020)
- Drogotá (Temas de hoy, 2017)
- Teatro del bueno (Teatron tinta, 2015)
- Caracaos (Melusina, 2015)
- Carcelona (Melusina, 2011)
Obres de teatre
- ¿Qué es el agua?
- Aroma de un tiempo flotante
- Yo sé perder
- Suicide Notes
- El perico tumba la paloma
Altres creacions presentades a Buenos Aires, Bogotà, Caracas i Madrid, han estat: Entrevistas breves con escritores repulsivos (2011), a partir de textos de David Foster Wallace; El paseo de Robert Walser (2012); Las Listas (2012), a partir d'un text de Julio Wallovits; Notas de Cocina (2013), a partir d'un text de Rodrigo García, i Cuento mi vida (2014), una creació de teatre documental presentada en diferents escenaris de la ciutat.